# Lanzhong
Lanzhong (kinesiska: 蓝钟) är en köping i sydöstra Kina. Den ligger i Huaiji härad i staden Zhaoqing i provinsen Guangdong, omkring 170 kilometer nordväst om provinshuvudstaden Guangzhou. Antalet invånare är 17 593. Befolkningen består av 8 819 kvinnor och 8 774 män. Barn under 15 år utgör 30 %, vuxna 15-64 år 60 %, och äldre över 65 år 9,0 %.